# Leopardus braccatus

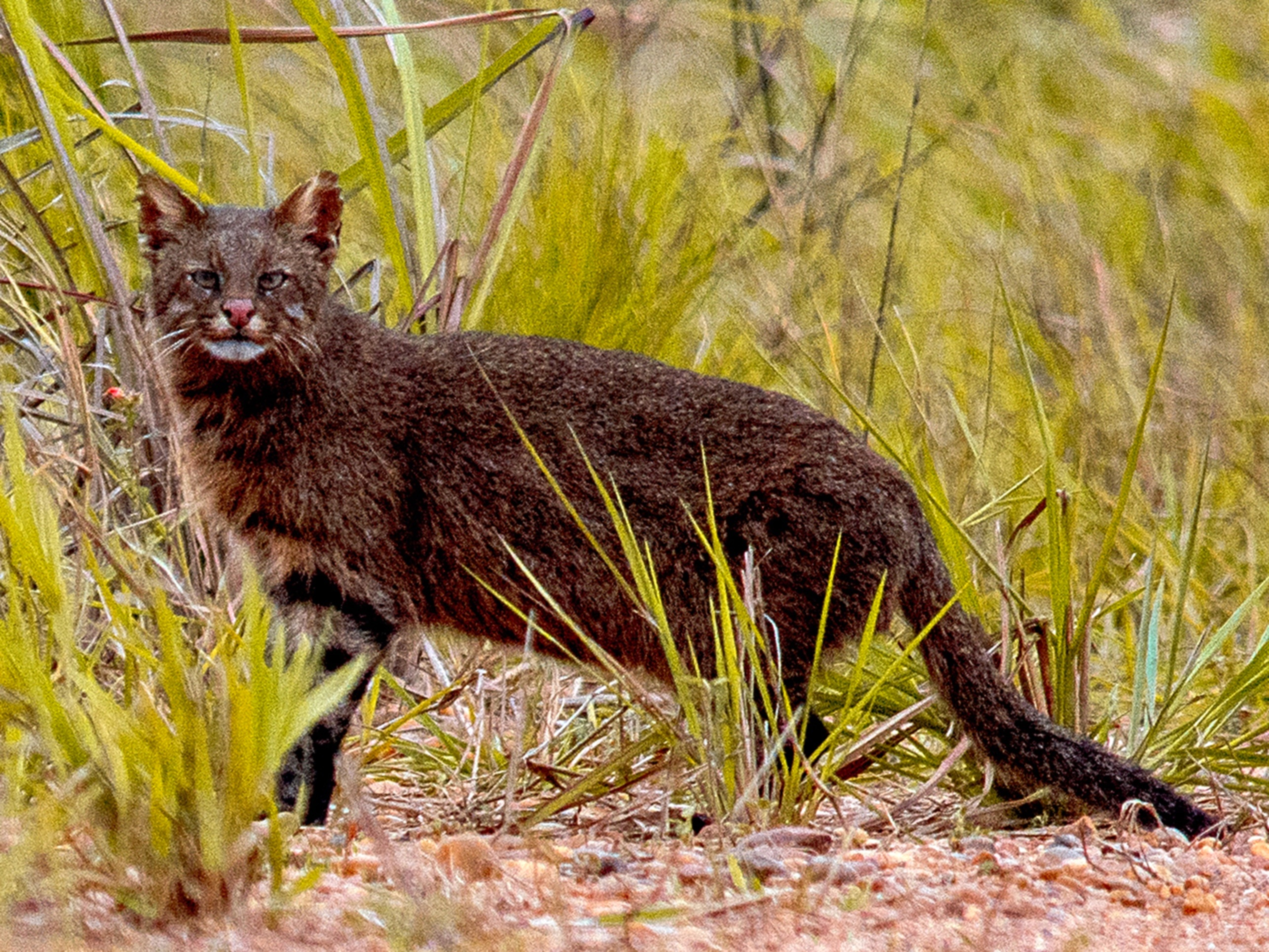
В дикой природе

Leopardus braccatus (лат., возможное русское название — пантанальская кошка) — хищное млекопитающее семейства кошачьих, обитающее в тропических лесах Южной Америки. Традиционно кошка считалась подвидом пампасской кошки, но затем эта теория была отвергнута из-за различий в волосяном покрове и размерах черепа. Однако генетические различия между двумя кошками не подтверждены.
В Бразилии были подтверждены случаи гибридов между Leopardus braccatus и онциллой.

## Внешний вид
Leopardus braccatus довольно небольшие кошачьи, примерно размером с домашнюю кошку. Имеют желтоватый или коричневатый мех с тёмно-коричневыми пятнами по бокам, беловатую шею. На обеих щеках присутствуют две тёмные линии. На лапах и груди присутствуют чёрные полосы, стопы и кончик хвоста чёрные. Уши большие и заострённые с тёмно-серым или чёрным мехом, и иногда с бледной маркировкой на задней поверхности. В Бразилии был задокументирован случай особи-меланиста, хотя меланизм также иногда наблюдается и у кошек, живущих в неволе.
Два подвида могут быть разрозненными по базовым паттернам окраски их меха. Подвид L. b. braccatus почти полностью ржаво-коричневого окраса со слабыми пятнами, непрерывными полосами и заметными полностью чёрным кончиком хвоста и стопами. Подвид L. b. munoai имеет бледный и более желтоватый окрас, а также более коричневатые пятна по бокам, разрывные кольца на хвосте и узкий чёрный кончик хвоста, с чёрными подошвами, но не стопам.
Длина меха Leopardus braccatus больше, чем у других родственных видов, хотя гребень на спине не так выражен. Когти хорошо втягиваются и имеют резко изогнутую форму.

## Поведение
Leopardus braccatus ведёт одиночный дневной образ жизни. Территория одной взрослой особи достигает от 3 до 37 км². По поведению очень напоминают пампасскую кошку.
Кошки охотятся на небольших млекопитающих, таких как свинка, наземных птиц, маленьких ящериц и змей.

## Распространение
Кошка живёт на лугах, в древесно-кустарниковых саваннах и лиственных лесах. Были обнаружены на высотах до 2000 м над уровнем моря в восточно-центральной Бразилии, Уругвае, Боливии, Парагвае, Аргентине.

## Подвиды
После того как вид был выделен как самостоятельный, его разделили на два подвида:
- Leopardus braccatus braccatus (Cope, 1889) — центральная Бразилия, восточный Парагвай, крайний восток Боливии, части северо-восточной Аргентины[9][3].
- Leopardus braccatus munoai (Ximenez, 1961) — штат Риу-Гранди-ду-Сул в Бразилии, Уругвай[9].